# 이광희 (과학자)
이광희(1960년~)는 대한민국의 과학자이다.

## 경력
- 1985 - 1990 한국원자력연구소 선임연구원
- 1995 - 1997 University of California, Santa Barbara, 박사후 연구원
- 1997 - 2006 부산대학교 물리학과 조교수/부교수
- 2004 - 2005 University of California, Santa Barbara 객원교수
- 2007 - 현재 광주과학기술원 히거신소재연구센터 부센터장
- 2007 - 현재 광주과학기술원 신소재공학과 교수
- 2012 - 현재 한국태양광발전학회 이사
- 2012 - 현재 광주과학기술원 차세대에너지연구소 소장

## 수상
- 2006 우수과학자 선정 (교육과학기술부)
- 2007 신재생 에너지 대상 (산업자원부)
- 2008 대통령 표창 (대한민국)
- 2008 100대 국가연구개발 우수성과 (교육과학기술부)
- 2010 지식창조대상 수상 (교육과학기술부)
- 2010 경암학술상 수상 (경암교육문화재단)
- 2011 최다 피인용 논문상 (광주과학기술원)
- 2013 과학기술 포장 (대통령)

## 주요 업적
- Metallic transport in polyaniline[1]
- Efficient Tandem Polymer Solar Cells Fabricated by All-Solution Processing[2]
- Bulk Heterojunction Solar Cells with Internal Quantum Efficiency Approaching 100%[3]
- Novel Film-Casting Method for High-Performance Flexible Electrodes[4]
- Electrostatically Self-Assembled Nonconjugated Polyelectrolytes as an Ideal Interfacial Layer for Inverted Polymer Solar Cells[5]
- Role of interchain coupling in the metallic state of conducting polymers[6]